# Domicijan Koroški
Domicijan Koroški (morda Domislav ali pa Tuitianus), legendarni vojvoda Karantanije iz časa Karla Velikega, svetnik, * 8. stoletje, † okoli 802.

## Izročilo
Prvotno, še pogansko ime kneza Domicijana, v izročilu ni ohranjeno. Predkrščansko obliko Domislav predvideva ugledni celovški arheolog Glaser. Najdemo jo tudi v študiji o karantanskih imenih, ki jo je izdal profesor slavistike Otto Kronsteiner 
Domicijan naj bi bil po legendi naslednik tretjega krščanskega vojvode Karantanije, Valtunka († okoli 785). V najpomembnejšem viru za obravnavanje zgodovine Karantanije, latinskem delu Conversio Bagoariorum et Carantanorum, se njegovo ime sicer ne omenja, kot Valtunkovi nasledniki pa so navedeni vojvode Pribislav, Semika, Stojmir in Etgar. Leta 1907 je zgodovinar Robert Eisler v svojem delu z naslovom Legenda o svetem karantanskem vojvodi Domicijanu kot prvi zatrdil, da je Domicijan pravzaprav le izum benediktinskih menihov millstattskega samostana iz 12. stoletja, ki so legendo uporabljali pri spreobračanju poganskega slovanskega prebivalstva v krščanstvo. To mnenje mnogokrat povzemajo tudi drugi avtorji, nekateri drugi zgodovinarji pa zavzemajo stališče, da je Domicijan v resnici živel in da legenda o njem in o nastanku millstattskega samostana temelji na resničnih dogodkih. To mnenje temelji na najnovejših arheoloških izkopavanjih na več krajih na Koroškem, o katerih poročata in objavljata iz njih izhajajoče sklepe zlasti avstrijska arheologa Franz Glaser in Franz Nikolasch.

## Legenda o nastanku millstattskega samostana
Po legendi naj bi bilo Milštatsko jezero v 8. stoletju precej večje kot danes in naj bi segalo vse do okoliških hribov. Na eni od vzpetin nasproti današnjega Millstatta naj bi stalo slovansko gradišče, kjer je prebival Domicijan, poganski vojvoda Karantanije. Domicijan je imel sina, ki se je nekega dne, kljub očetovi prepovedi in vetrovnemu vremenu, podal s čolnom na jezero. Ko se sin do naslednjega jutra ni vrnil in je vojvoda na jezeru opazil prevrnjeni čoln, je naročil svojim podanikom, naj preusmerijo vode iz jezera in ga praznijo vse dokler ne bodo našli sinovega trupla. Zavezal se je, da bo na kraju, kjer bodo našli truplo, zgradil cerkev in se v njej tudi sam spreobrnil h krščanstvu. Na zahodu jezera so podaniki odstranili cel grič, ki je ločil jezero od reke Lieser, tako da je gladina vode upadla in so po nekaj dneh našli mrtvega sina.
Domicijan naj bi se dal takrat krstiti in poleg groba svojega sina zgradil krščansko cerkev. Po spreobrnitvi naj bi ukazal zbrati tisoč kipov slovanskih bogov in boginj (latinsko mille statuae) in jih vreči v jezero. Okoli cerkve pa je kasneje postopoma zrasel kraj, ki mu danes pravimo Millstatt in katerega ime naj bi izviralo iz legende o Domicijanu in latinskega izraza za tisoč kipov, ki jih je ukazal uničiti v jezeru. Lingvisti sicer to razlago, ki temelji na ljudski etimologiji, zavračajo, saj naj bi kraj dobil ime po bližnjem potoku).

## Legenda o svetem Domicijanu
| Latinsko besedilo | Slovenski prevod |
| --- | --- |
| Constat itaque beatum Domicianum ducem quondam Quarantane terre extitisse, ut in epitaphio tumbe illius in lapide ita exaratum invenimus »In nomine Patris et Fiìii et Spirìtus Sancti. Hic requiescit beatus Domitianus dux, primus fundator huius ecclesie, qui convertit istum populum ad christianitatem ab infidelitate«. Ad hec sub quo tempore conversatus fuerit, ibidem continebatur, sed negligencia et vicio antiquorum abolita sunt. Hic cum baptizatus a sancto Rudberto fuisset, ut quidam asserunt, sive ab aliquo successorum suorum, quibus magis favemus, locum adiit Milstatensem et culturam illic demonum non modicam invenit, quemadmodum etymologia nominis loci illius liquido ostendit. Milstat enim a mille statuis nomen accepit, quas ibidem populus errore delusus antiquo coluit, quas ille felix exemplo Bonifacii pape destruxit et eliminata omni spurcicia demonum ecclesiam, que primitus mille demonibus fuit addicta, in honore omnium sanctorum post modum consecrari fecit. Qui cum bona conversacione et felici consumacione cursum vite sue, prout modo merita ipsius declarant, sine querela coram deo et hominibus expleret, venerabile corpus eius in edicula iuxta maiorem ecclesiam est reconditum. | In tako je znano, da je nekoč bival blaženi Domicijan dux karantanskega ozemlja, kakor smo našli v napisu na njegovem grobu tako vklesano v kamen »V imenu očeta in sina in svetega duha. Tu počiva blaženi dux Domicijan, prvi ustanovitelj te cerkve, ki je spreobrnil to ljudstvo h krščanstvu iz nevere«. K temu je bilo prav tam dodano, v katerem času je živel, vendar so bile (te besede) uničene zaradi nemarnosti in napake starih. Ko ga je krstil sveti Rupert, kot nekateri dodajajo, ali pa nekdo od njegovih naslednikov, čemur smo bolj naklonjeni, je prišel v milštatski kraj in tam našel nezmerno čaščenje malikov, kar povsem jasno kaže izvor onega krajevnega imena. Milstat je namreč dobil ime po tisoč kipih, katere je prav tam častilo ljudstvo, ki je bilo prevarano s starodavno zmoto, katere je oni blaženec uničil po vzgledu papeža Bonifacija in dal, ko je odstranil vse praznoverje malikov, cerkev, ki je bila prvotno prisojena tisoč malikom, kmalu nato posvetiti v čast vseh svetih. In ko je ta brez obtožbe pred bogom in ljudmi dopolnil tek svojega življenja, v katerem se je dobro obnašal in (ga) srečno končal, kakor kažejo prav njegove zasluge, so shranili njegovo častivredno telo v kapelo poleg glavne cerkve. |

### Zgodovinsko jedro legende
Znano je, da je nekoč bival vojvoda Domicijan. Potem, ko je bil krščen, je prišel v Milštatski kraj in tam našel čaščenje malikov, katere je uničil in dal, ko je odstranil vse praznoverje malikov, cerkev, ki je bila prvotno prisojena malikom, kmalu nato posvetiti v čast vseh svetih. In ko je ta brez obtožbe pred Bogom in ljudmi dopolnil tek svojega življenja, v katerem se je dobro obnašal in ga srečno končal, so shranili njegovo častivredno telo v kapelo poleg glavne cerkve.

### Pomembna najdba
Nagrobna plošča nosi latinski napis, po poskusu rekonstrukcije koroškega zgodovinarja Franza Glaserja:
| Latinsko besedilo                                                                                          | Slovenski prevod                                                                                           |
| --- | --- |
| HIC•QVIESCIT•DOMITIANVS•DVX• QVI•KAROLI•IMP•TEMPORIBUS• PAGANITATEM•DEVICIT• ET•POPVLVM•AD FIDEM CONVERTIT | Tukaj počiva vojvoda Domicijan, ki je v času cesarja Karla premagal poganstvo in privedel ljudstvo k veri. |

1992 je v Millstattu je sredi načrtnih arheoloških izkopavanj nenadoma prišel na dan kos prvotne plošče z delom napisa, ki je bila nekoč postavljena nad njegovim grobom in jo najdemo v njegovem življenjepisu. Na tej krhotini najdemo iz zgoraj omenjenega besedila dele tehle besed: quescit Domicianus, Karoli imp., paganita. Napis je rekostruiral in vanj vstavil najdene črke že omenjeni arheolog Franz Glaser.

## Domicijanov kult, kapela in spomenik
Zgodovinar Dedek  omenja v svojem Življenju svetnikov za dan 5. februarja naslednje:  
| Madžarski izvirnik | Slovenski prevod |
| --- | --- |
| E napon ünneplik meg Európában: Sz. Domitiánt, Karinthia herczegét és nejét Máriát, meg sz. Hildegardis Agatha őrgrófnőt, † 1024 Karinthiában. | Tega dne slavijo v Evropi ): Svetega Domicijana, koroškega vojvoda in njegovo ženo Marijo, ter sveto Hildegardo Agato mejno grofico, † 1024 na Koroškem. |

Javno češčenje Domicijana se je začelo najkasneje v 12. stoletju in doseglo vrhunec v 15. stoletju. Na njegovem grobu naj bi se dogajali razni čudeži. Poročalo se je o raznih uspešnih nabožnih procesijah z nošenjem Domicijanovih relikvij, pa tudi o nekem tatu, ki se je s svojim plenom zatekel na priljubljeni romarski kraj, a je tam ohromel in ga ni mogel več zapustiti. Ljudstvo je pripovedovalo, da lahko Domicijan ukroti divjanje millstattskega jezera med nevihtami in da še posebej pomaga pri vročičnih obolenjih.
Od leta 1405 dalje je v Millstattu znano Domicijanovo bratstvo, leta 1441 pa naj bi bili po izročilu posmrtni ostanki Domicijana, njegove žene Marije in njunih (neimenovanih) sinov prenešeni v zakristijo millstattskega samostana. Kult Sv. Domicijana je predvsem močno spodbujal red sv. Jurija. Ljudskemu patronu so postavili marmorni nagrobnik. Ko so leta 1478 Osmani med ropanjem samostana poškodovali nagrobni kamen, je bil grob obnovljen z uporabo druge, verjetno še starejše in nedotaknjene nagrobne plošče.
Češčenje svetega Domicijana kot deželnega zavetnika Koroške je nagnilo jezuitskega patra Mathiasa Riebererja, da je leta 1761 sklenil zaprositi v Rim za uradno potrditev kulta. Zdi se, da je ravnal na svojo roko mimo jezuitskega vodstva. Pri pogajanjih so sodelovali notranje-avstrijski škofje salzburške, krške, sekovske, lavantinske, ljubljanske in goriške škofije z ustrezno prošnjo, kakor tudi cesarski dvor in Marija Terezija, ne pa tudi uradni predstavniki reda. Ko pa podjetje ni uspelo, to pravzaprav ni imelo vpliva na Domicijanovo češčenje; njegova upravičenost – tudi v smislu kanoničnega papeškega priznanja – je podana v dejstvu, da sega v čase pred papežem Aleksandrom III. (1159-1181), ki si je 1171 pridržal postopek za beatifikacijo in kanonizacijo in da torej kake papeške potrditve pravzaprav niti ne potrebuje; ker so ga v tistem času častili kot svetnika, mu pripada tudi danes častni naziv "sveti".
Danes se posmrtni ostanki nahajajo v Domicijanovi kapeli samostanske cerkve v Millstattu. Tam je mogoče videti grob in nekatere relikvije. Kapela in samostanska cerkev sta strokovno obnovljeni in v izredno dobrem stanju. Sarkofag z relikvijami pa je danes žal v samostanskem muzeju, ki je trenutno nedostopen obiskovalcem (2015).
Domicijan ima še danes posebno mesto v katoliški cerkvi na Koroškem. V njegovo čast se v Domicijanovi kapeli vsakega 5. februarja opravljajo spominske molitve. 23. junija 2007 pa je bilo v spomin na svetega Domicijana tradicionalno, že 25. »Srečanje treh dežel« prav v Millstattu.
Na podstavku sredi millstattskega jezera danes stoji tudi 4,20 m visoka plastika italijanskega avtorja Giorgia Igne. Predstavlja Domicijana v trenutku, ko meče v jezero poganskega malika.

## Slikovna zbirka
- Pogled na Milštatsko jezero od JV z Millstattom in Reißeckom;
- Pogled na mesto Millstatt iz ptičjega vidika;
- Millstatt – grad in samostan s Cerkvijo Kristus Odrešenika in Vseh svetnikov;
- Pogled na skrivnostno – za marsikoga usodno Milštatsko jezero;
- Tisočletna lipa – priča slovenske navzočnosti;
- Napis na Romarski cerkvi;
- Freska pozdravlja romarje ob vhodu v cerkev;
- Eden od križnih hodnikov nekdanjega benediktinskega samostana;
- Sončna ura je štela ne le sončne ure, ampak tudi stoletja;
- Jezuiti so širili češčenje Marije - Brezmadežne;
- Domicijanove relikvije se nahaja jo v muzeju;
- Domicijan je zavetnik Koroške dežele;
- Starodavne orgle  so igrale nekdaj številnim romarjem;
- Milštatski grb spominja na nekdanje malike;
- Pogled v cerkvi proti orglam;
- Sočutna Marija pričakuje romarje;
- Domicijanov nagrobnik;
- Domicijanova podoba;
- Prekrasna baročna Domicijanova kapela
- Oltar svetega Domicijana v njegovi kapeli;
- Njegovi priprošnji se pripisujejo mnogi čudeži ;
- svetnikova podoba;
- Starodavna freska;
- Okras iz časov Karla Velikega;
- Pleterski okras iz prve - karolinške cerkve iz 8.9. stoletja.
- Okras iz karolinške dobe v obliki pleterja;
- Različni romarji so se Domicijanu priporočali v svojih stiska, tudi muslimani; ta romar je tukaj tudi umrl.[12]